# Марина Виндзор
Леди Марина Шарлотта Александра Катерина Хелен Виндзор (англ. Lady Marina Charlotte Alexandra Katharine Helen Windsor, родилась 30 сентября 1992 в Кембридже) — старшая дочь Джорджа Виндзора, графа Сент-Эндрюса, и Сильваны Виндзор, графини Сент-Эндрюс.

## Биография
Родилась в госпитале Роузи (Кембридж). Имя получила в честь своей прабабушки Марины, герцогини Кентской. До 2008 года занимала 25-е место в порядке наследования британского престола как внучка принца Эдварда, герцога Кентского и праправнучка короля Георга V. 
В возрасте 16 лет перешла в католичество и, как и ранее её брат Эдвард (также перешел в католичество в 15 лет), была тут же исключена из порядка наследования. Единственной из членов семьи в списке наследования осталась сестра Марины, леди Амелия Виндзор, сохранившая верность англиканской церкви (их отец, граф Сент-Эндрюс, потерял права на престол, женившись на католичке, но вновь их приобрёл в марте 2015 года после изменений в законодательстве). 
Леди Марина окончила колледж Святой Марии в Эскоте и мечтает о карьере дипломата. Близкой подругой леди Марины является Евгения Йоркская.